# Association Sportive de Saint-Étienne
Association Sportive de Saint-Étienne Loire (pronunciación en francés: /asɔsjɑsjɔ̃ spɔʁtiv də sɛ̃t‿etjɛn lwaʁ/), popularmente conocido como AS Saint-Étienne, o simplemente ASSE (pronunciación en francés: /a.ɛs.ɛs.ø/), es un club de fútbol francés de la ciudad de Saint-Étienne en la región de Auvernia-Ródano-Alpes que fue fundado en 1933. El equipo juega sus partidos como local en el Stade Geoffroy-Guichard situado dentro de la ciudad. Tras un año en la Ligue 1, pierde la categoría, y a partir de la temporada 2025-26 disputará la Ligue 2, la segunda categoría del fútbol francés.
Junto con el Olympique Marsella, el F. C. Nantes, el A. S. Mónaco y el Paris Saint-Germain, el Saint-Étienne es uno de los clubes más exitosos en la historia del fútbol francés después de haber ganado diez títulos de la Ligue 1, siendo el segundo equipo más ganador del torneo de liga, seis títulos de Coupe de France, cinco Trophées des Champions y una Coupe de la Ligue (su trofeo más reciente, en la temporada 2012-13). Les Verts, como son conocidos informalmente, son el segundo equipo que más campeonatos de liga ha ganado en Francia, mientras que los seis títulos en Copa le coloca en el tercer club con más Copas de Francia. El club logró la mayoría de sus títulos en las décadas de 1960 y 1970, incluido el subcampeonato de la Copa de Europa que logró en 1976, cuando el club fue dirigido por los directores Jean Snella, Albert Batteux y Robert Herbin. El principal rival del Saint-Étienne es el Olympique Lyonnais, con sede en la cercana ciudad de Lyon, y con quien disputa anualmente el Derby du Rhône. En 2009 el club había añadido una sección femenina de fútbol.
El ASSE ha clasificado a 10 ediciones de la Copa de Europa - Liga de Campeones donde llegó a disputar la Final de la temporada 1975-76 pero perdió 1-0 con el Bayern Múnich, una temporada antes había sido eliminado por el mismo rival en las semifinales. También ha aparecido en 8 ediciones de la Liga Europa de la UEFA donde llegaron a cuartos de final un par de veces, además, el "Sainté" ha disputado 2 ediciones de la extinta Recopa de Europa pero solo pudo llegar a Segunda Ronda.
El club ha contado con varios jugadores notables, sobre todo durante su edad dorada en la década de 1960 y 1970, que fueron estrellas a nivel nacional e internacional. Algunos de los jugadores y entrenadores que marcaron época en el Saint-Étienne fueron Aimé Jacquet, Jacques Santini, Laurent Blanc o Michel Platini. Jacquet dirigió a la selección francesa en el Mundial de 1998, donde se proclamó campeón del mundo, mientras que Santini ganó la Copa Confederaciones de la FIFA 2003. Blanc fue el entrenador del equipo nacional durante dos años entre 2010 y 2012.

## Historia

### Orígenes
Debido a la ubicación del club en una región industrial y obrera no es raro que la fundación del club tuviese su origen en un grupo de trabajadores. En 1919, el Grupo Casino, empresa dedicada al sector de los supermercados y de la distribución crea una sección deportiva para fomentar el corporativismo. Esta sección recibió el nombre de “Amicale des employes de la Sociéte des magasins Casino” que sería conocido por sus siglas A.S.C. Sin embargo, a causa de la prohibición de utilizar nombres comerciales en entidades deportivas que existía en aquel momento en Francia hizo que el nombre se cambiase a “Amicale Sporting Club” con el fin de conservar las siglas. Se eligió el color verde para las camisetas del club porque era el color de las tiendas Casino
En 1927 el Amicale Sporting Club se fusiona con el Stade Forézien Universitaire. En 1930 se aprueba el profesionalismo en el fútbol francés y el club aprovecha este tiempo para asegurarse una cierta estabilidad deportiva y administrativa dotándose de un estadio de fútbol propio (Stade Geoffroy-Guichard). En la temporada 1933-34 cambia el nombre por el actual de Association Sportive de Saint-Étienne Loire y da comienzo a su aventura en el fútbol profesional disputando la Ligue 2, jugando su primer partido profesional contra La Bastidienne Bordeaux al que derrotó por un 3-2.

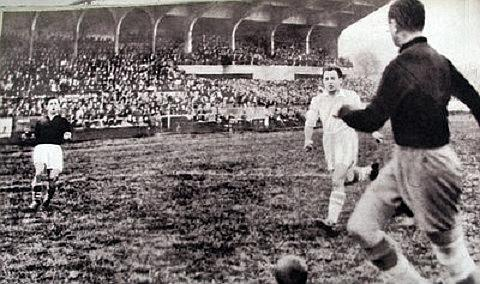
Partido entre el AS Saint-Étienne y el Olympique de Marsella en la temporada 1938/39.

El club permanece durante cinco temporadas en la Ligue 2 hasta que logra alcanzar la máxima categoría del fútbol francés. La temporada 1938-39 consiguió un meritorio cuarto puesto contando con jugadores como el guardameta Pierre Favier, los defensas Roger Rolhion y Gaston Gardet, los centrocampistas Max Charbit y Jean Snella y los delanteros Ignace Max e Yvan Beck.
El comienzo de la Segunda Guerra Mundial no impidió que el club siguiese disputando partidos. En 1941 perdiendo en la Copa de Francia contra el Toulouse FC.
Después de la guerra, en la temporada 1945-46 el equipo terminó segundo en la Ligue 1 por detrás del Lille OSC.
Sin embargo la situación económica del club no es buena y el AS Saint-Étienne cambia su política. Jean Snella vuelve al club como entrenador mientras se crea un infraestructura de cantera y de identificación de jóvenes promesas para abaratar los costes de los fichajes. En la temporada 1949/50 se incorpora al equipo René Domingo y se mantuvo en él hasta 1964 disputando 537 encuentros con la camiseta verde. El equipo mejora y en las temporadas 1950-51 y 1952-53 el equipo es semifinalista de la Copa de Francia. En la siguiente temporada se incorpora al equipo el delantero argelino Rachid Mekhloufi.
En la temporada 1954-55 gana su primer título, la Copa Charles Drago, que enfrentaba a los equipos eliminados de la Copa de Francia antes de los cuartos de final.
En la temporada 1956-57 obtiene su primer título de campeón de Ligue 1. En este equipo destacaban jugadores como el portero Claude Abbes, René Domingo, René Ferrier, Jean Oleksiak, Eugène N'Jo Léa y Rachid Mekhloufi. En la temporada 1957-58 ficha a Robert Herbin que se mantiene en el club hasta 1972. Además participa por primera vez en la Copa de Europa. Se enfrentara en la ronda preliminar al Glasgow Rangers cayendo derrotado 3 a 1 en el estadio Ibrox Park y venciendo en la vuelta 2-1 en el Geoffroy-Guichard por lo que cae eliminado.
En la temporada 1959-60 por primera vez llega hasta la final de la Copa de Francia pero es derrotado por el AS Monaco.

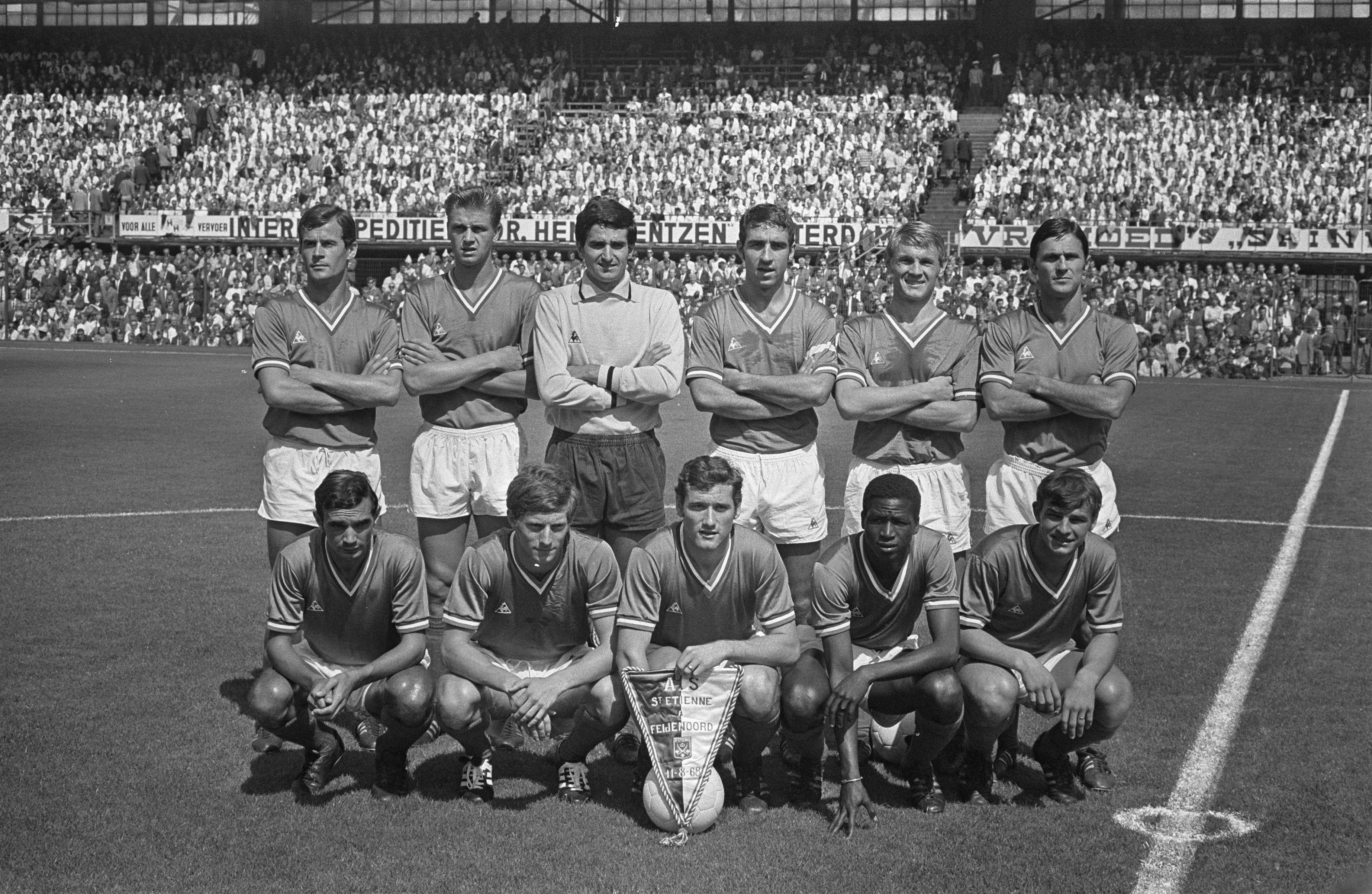
Alineación del Saint-Étienne en la temporada 1968/69.

### La época dorada
En abril de 1961-62 Roger Rocher asciende a la presidencia del club. La temporada 1961 es mala en liga y el equipo desciende a Ligue 2. Sin embargo se hicieron con la Copa de Francia venciendo en final al Association Sportive Nancy-Lorraine por 1-0.
La temporada 1962-63 el equipo consigue el campeonato de la Ligue 2 y el consiguiente ascenso a Ligue 1. Esta temporada participó en la Recopa de Europa de Fútbol enfrentándose en primera ronda al Vitória Setubal empatando a 1 en el partido de ida y venciendo en la vuelta 3-0. En segunda ronda su rival fue el 1. FC Nürnberg con quien empató en el partido de ida a 0 para caer derrotado en la vuelta por 3 a 0.
En la temporada 1963-64 consigue el campeonato francés en el año de su ascenso.
La temporada 1964-65 no consigue mantener el nivel en liga y es superado por el FC Nantes. En la Copa de Europa tiene que enfrentarse al FC La Chaux-de-Fonds suizo empatando en Francia a 2 y perdiendo 2-1 el partido de vuelta en Suiza.
La temporada 1965-66 se incorpora al equipo el centrocampista Jean-Michel Larqué pero no logra recuperar la liga que vuelve a ser para el FC Nantes.
En la temporada 1966-67 consigue reconquistar el campeonato. Tras esta temporada se incorporan al equipo los atacantes Salif Keita y Hervé Revelli que se convirtieron en ídolos para los seguidores de “Les Verts”.
En la temporada 1967-68 consigue un doblete de Liga y Copa dirigido por Albert Batteux, quien había dirigido al gran Stade de Reims entre 1950-1963. En su vuelta a la Copa de Europa. Su primer rival es el KuPS de Finlandia al que derrota 2-0 en Francia y 0-3 en Finlandia. Su siguiente rival es el Benfica con el que cae derrotado 2-0 en Lisboa, siendo insuficiente el 1 a 0 conseguido en el estadio Geoffroy-Guichard para remontar la eliminatoria.

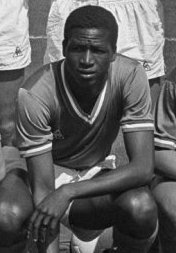
Salif Keita.

La siguiente temporada vuelve a conseguir la Ligue 1 convirtiéndose el AS Saint-Étienne en el primer equipo francés en conseguir tres ligas consecutivas. En la temporada 1968-1969 se enfrenta al Celtic de Glasgow en primera ronda venciendo en Francia 2 a 0 pero cayendo derrotado en el estadio Celtic Park por 4-0 por lo que cae eliminado.

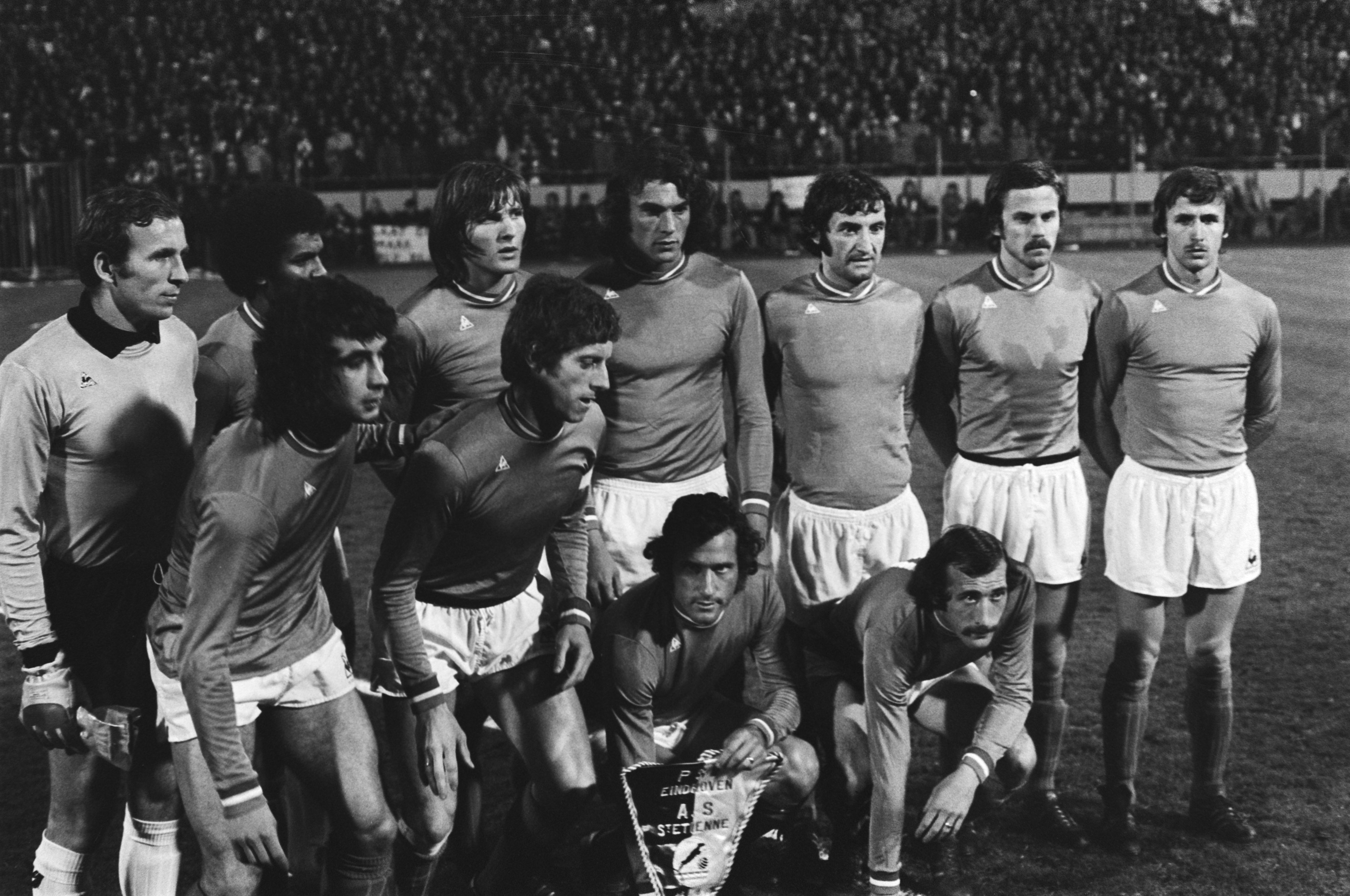
Alineación del Saint-Étienne en la temporada 1975/76. Arriba: Ivan Curkovic, Gerard Janvion, Dominique Bathenay, Osvaldo Piazza, Gérard Farizon, Christian López, Christian Synaeghel. Abajo: Dominique Rocheteau, Jean-Michel Larqué, Hervé Revelli, Patrick Revelli.

La temporada 1969-70 comienza con la incorporación de Jacques Santini y vuelve a ser histórica para el AS Saint-Étienne que consigue un nuevo doblete de Liga y Copa derrotando en la final de la Copa de Francia al FC Nantes por un 5-0. En la Copa de Europa se enfrentó en la primera ronda al Bayern Múnich, cayendo derrotado en Baviera por 2-0 pero remontando la eliminatoria en el estadio Geoffroy-Guichard con un marcador de 3-0. Sin embargo en la siguiente ronda cayó eliminado contra el Legia de Varsovia cayendo derrotado 2-1 en Polonia y 0 a 1 en Saint-Étienne.
La temporada 1970-71 es de decepción para los seguidores del Saint-Étienne que no consigue ganar ningún título siendo superado en la Ligue 1 por el Olympique de Marsella. Al final de esta temporada Albert Batteux dimite como entrenador. Cayó en primera ronda de la Copa de Europa tras perder 3 a 0 en el Estadio Sant'Elia contra el Cagliari Calcio al ser insuficiente el 1-0 conseguido en el Geoffroy-Guichard.
El puesto de entrenador lo ocupa Robert Herbin que acaba de retirarse y forma un equipo temible con jugadores como Gerard Janvion, Ivan Curkovic, Christian López, Osvaldo Piazza, Dominique Bathenay o Christian Sarramagna.
En la temporada 1971-72 participó en la Copa de la UEFA enfrentándose en primera ronda al FC Colonia empatando a 1 en el partido de ida en Francia y cayendo derrotado en la vuelta 2-1 en Alemania Federal.

Celebración de la victoria en la semifinal de la Copa de Europa de 1976 contra el PSV Eindhoven.

Los títulos se le escapan a “Les Verts” hasta 1973-74 cuando consigue un nuevo doblete de Liga y Copa, derrotando en la final de este torneo al AS Monaco.
La temporada siguiente (1974-75) repiten éxitos consiguiendo el cuarto doblete de su historia derrotando en la final de esta competición al RC Lens. En su participación en la Copa de Europa de 1974-75 se impuso en primera ronda al Sporting de Portugal, venciendo en el primer partido, disputado en Francia 2 a 0 y empatando la vuelta en Lisboa. En segunda ronda se enfrentó al Hajduk Split perdiendo 4-1 en Yugoslavia pero clasificándose en la prórroga del partido de vuelta tras vencer 5 a 1. En cuartos de final se vio las caras con el Ruch Chorzów de Polonia, cayendo derrotado en la ida por 3-2 pero venciendo en la vuelta por 2 a 0. Las semifinales le llevaron a encontrarse con el Bayern Múnich no pudiendo pasar del empate a 0 en la ida jugada en el estadio Geoffroy-Guichard y cayendo derrotado 2 a 0 en la vuelta. El Bayern Múnich sería a la postre campeón de la competición.
La temporada 1975-76 se incorpora al primer equipo Dominique Rocheteau, apodado el “Ángel Verde” y el equipo vuelve a conseguir la liga. La participación en la Copa de Europa de 1975-76 fue la más exitosa de la historia del club. En primera ronda se deshizo del KB danés ganando a domicilio por 2-0 y en la vuelta 3 a 1. En la segunda ronda se deshizo del Glasgow Rangers derrotando en Francia al equipo escocés por 2 a 0 y en la vuelta 2-1. En cuartos de final el rival fue el Dinamo de Kiev, en la ida en la Unión Soviética fue derrotado por 2-0 pero en la vuelta pudo dar la vuelta al resultado en la prórroga con un 3-0. Las semifinales de la competición le enfrentaron al PSV Eindhoven venciendo 1-0 en el partido de ida en Francia y consiguiendo un empate a 0 en Holanda.
En la final el rival sería el Bayern Múnich. El Saint-Étienne dominó el partido y remató dos veces a la madera (lo que inspiró en Francia la leyenda de que los postes “cuadrados” evitaron los goles, mientras que, con unos postes “redondos”, quizás el esférico habría traspasado la línea de gol), antes de inclinarse por un tanto obra de Franz Roth.
La alineación del Saint-Étienne fue Ivan Ćurković; Pierre Repellini, Osvaldo Piazza, Christian López, Gérard Janvion; Dominique Bathenay, Jacques Santini, Jean-Michel Larqué; Patrick Revelli, Hervé Revelli, Christian Sarramagna (83' Dominique Rocheteau).
A su regreso a Francia, fueron recibidos por el presidente Valéry Giscard d'Estaing y desfilaron, a pesar de haber caído en la final, en París en los Campos Elíseos.
La temporada 1976-77 no consigue revalidar el título de Liga 1 que es para el Nantes FC pero consigue la Copa de Francia al vencer en la final al Stade de Reims por 2-1. En su participación en la Copa de Europa se enfrentaron en primera ronda al CSKA Sofía logrando un empate a 0 en Bulgaria y derrotando al CSKA en Francia por 1-0. En la siguiente ronda se enfrentaron al PSV Eindhoven venciendo 1-0 en Francia y empatando a 0 en Holanda. En cuartos de final se enfrentó al Liverpool FC venciendo 1-0 en el estadio Geoffroy-Guichard pero cayendo derrotado en el estadio de Anfield por 3-1 por lo que fue eliminado. El Liverpool fue a la postre campeón de la competición.
La temporada 1977-78 fue una mala temporada y no consigue ningún título además en su participación en la Recopa de Europa de Fútbol es eliminado en primera ronda por el Manchester United empatando en el partido de ida por 1-1 y perdiendo el partido de vuelta contra los “diablos rojos” en Old Trafford por 2-0.

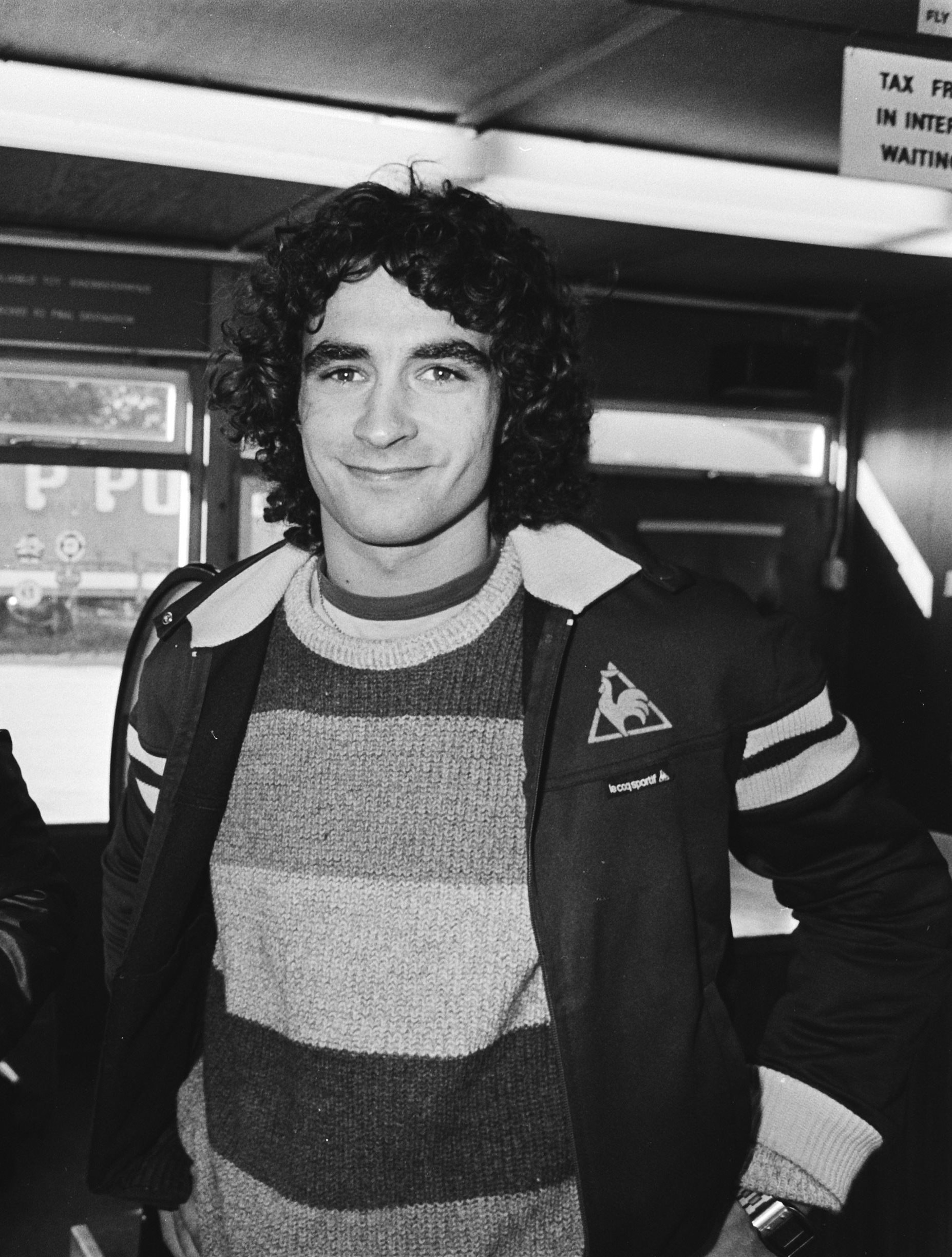
Dominique Rocheteau.

La temporada 1978-1979 comienza con un rejuvenecimiento de la plantilla con fichajes como los de Michel Platini o Johnny Rep.
En la Copa de la UEFA de la temporada 1979-80 se enfrentó en la primera ronda al Widzew Lodz de Polonia cayendo en el partido 2-1 pero remontando en el partido en Francia gracias a un 3-0. En segunda ronda se enfrentó al PSV Eindhoven cayendo derrotado en la ida 2-0 pero volviendo a remontar en el partido de vuelta en el estadio Geoffroy-Guichard con un contundente 6-0. En tercera ronda venció al Aris Salónica FC al que venció en Francia por 4-1 y empatando a 3 en Grecia. En cuartos de final se enfrentó al Borussia Mönchengladbach cayendo derrotado en el estadio Geoffroy-Guichard por 1-4 y en Alemania Federal por 2-0.
El título de Ligue 1 se vuelve a conquistar en la temporada 1980-81 pero pierde la final de la Copa de Francia contra el SC Bastia. Con la consecución de su décimo título de liga, el Saint-Étienne gana el derecho a portar en su escudo una estrella que simboliza las diez ligas conquistadas. Esta temporada volvió a participar en la Copa de UEFA enfrentándose al KuPS finés en primera ronda derrotándolo por un doble 7 a 0. En segunda ronda se enfrentó al St. Mirren FC empatando el partido de ida en Escocia a 0 y venciendo en la vuelta por un 2-0. En la siguiente ronda se enfrentó al Hamburger SV derrotándolo en el partido de ida en Alemania Federal por 0-5 y en el partido de vuelta por 1-0. En los cuartos de final se enfrentó al Ipswich Town FC siendo derrotado en Francia por 1-4 y en Inglaterra por 3-1.

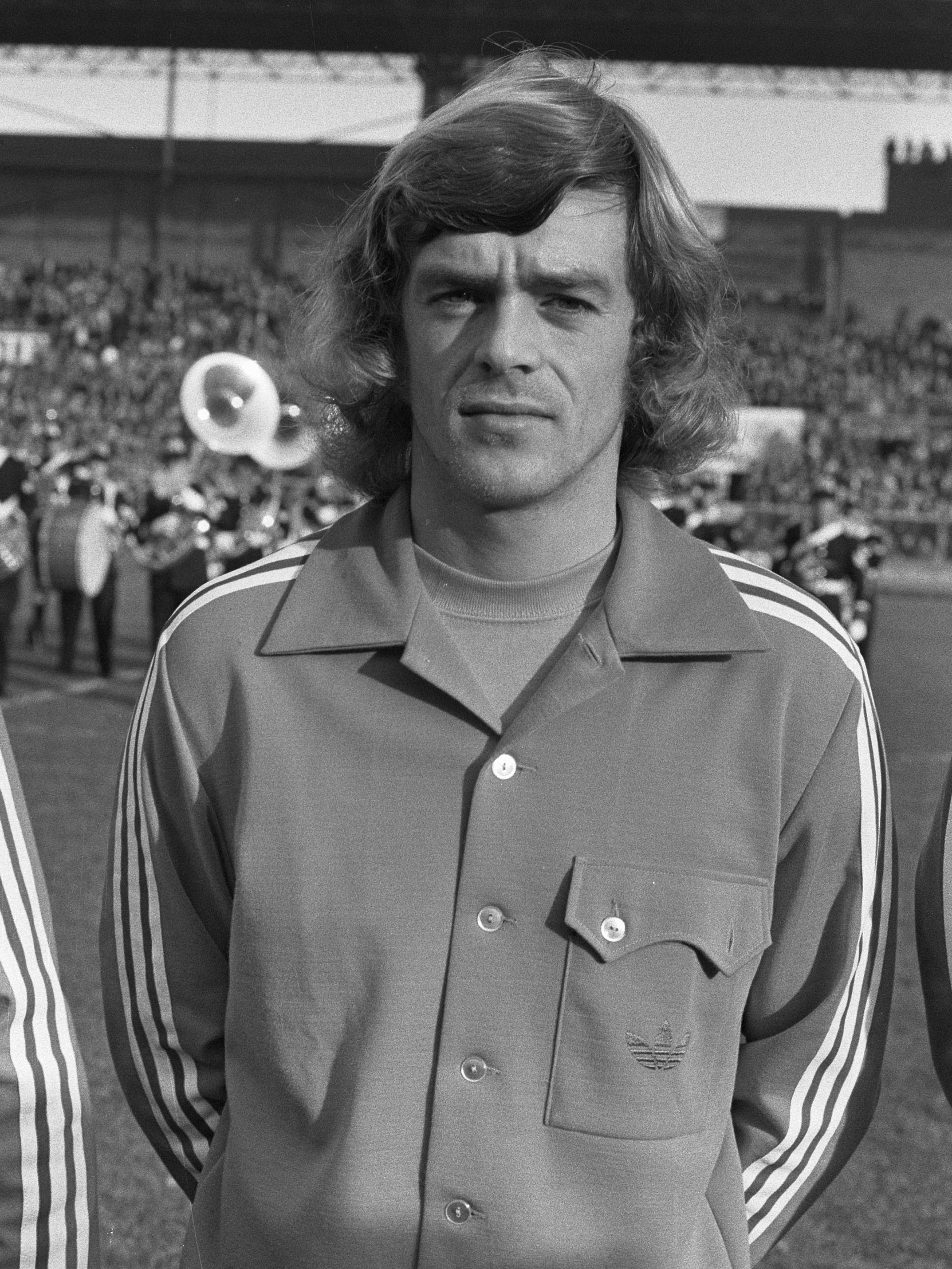
Johnny Rep.

En la temporada 1981-82 el Saint-Étienne pierde la liga por un punto y la final de la Copa de Francia contra el Paris Saint-Germain. En la Copa de Europa cayó derrotado en la ronda preliminar ante el Dinamo de Berlín al empatar 1-1 en Francia y caer derrotado en la República Democrática Alemana por 2-0. Tras esta temporada Platini se marchó a la Juventus de Turín se fichó para sustituirle a Bernard Genghini quien no llegó a cuajar en el equipo.
La temporada 1982-83 participó en la Copa de la UEFA donde se enfrentó en primera ronda con el Lombard-Pápa TFC húngaro al que derrotó 4-1 en el estadio Geoffroy-Guichard, empatando en el partido de vuelta. La siguiente ronda se midió al Bohemians 1905 checo con el que empató en Francia perdiendo en el partido de vuelta por 4-0. Este partido supuso el inicio de una larga racha de tiempo en el que “Les Verts” se vieron fuera de Europa.

### El declive
En 1982 Roger Rocher dimite debido a escándalos financieros y Robert Herbin también deja el club en 1983. Estos movimientos en el club repercuten en el equipo que en la temporada 1983-84 se ve relegado a la Ligue 2 después de caer derrotado ante el Racing Club de France Football.
La temporada 1984-85 ficha al jugador camerunés Roger Milla y consigue jugar la promoción de ascenso a la Ligue 1 pero pierde contra el Stade Rennes.
En la temporada 1985-86 el Racing Club de France Football vuelve a impedir su ascenso a la Ligue 1.
La temporada 1986-87 comienza con el regreso de Robert Herbin regresa al club pero el equipo sigue en la Ligue 2 hasta la temporada 1987-88. La temporada 1989-90 comienza con la designación de Christian Sarramagna como entrenador que no consigue clasificarse para Europa.
En la temporada 1991-92 Jacques Santini es designado entrenador. En la temporada siguiente “Les Verts” fichan a Laurent Blanc.
En la temporada 1996 el Saint-Étienne queda en la posición 19 de la Ligue 1 y desciende a la Ligue 2.
La campaña 1997-98 el AS Saint-Étienne regresa a la Ligue 1 después de conseguir el título de campeón de la Ligue 2.

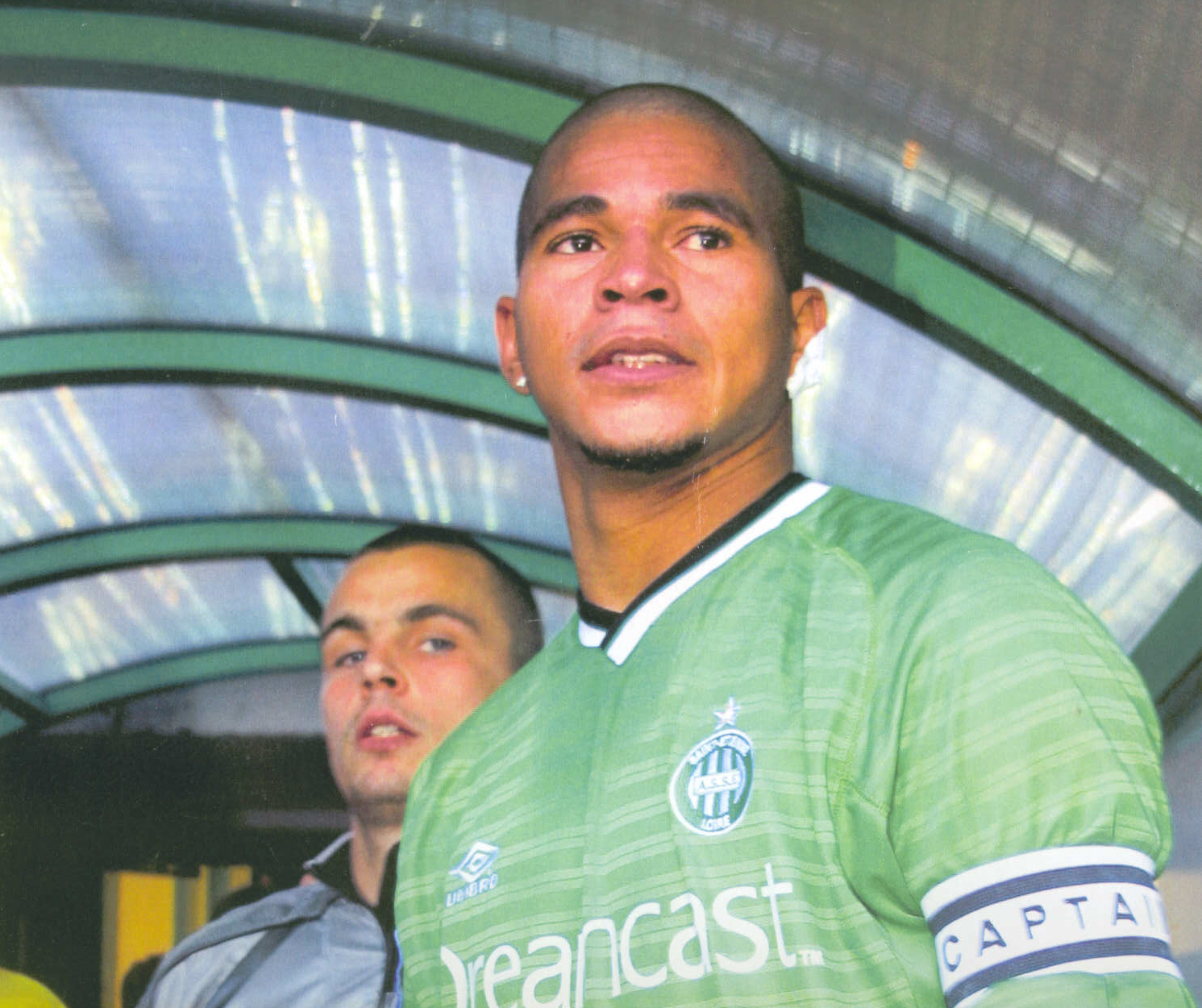
Aloísio José da Silva.

### ElsigloXXI
En la temporada 1999-2000 nuevas incorporaciones como las de Aloísio José da Silva, Philippe Montanier y Alex Dias de Almeida posibilitan que “Les Verts” consigan un meritorio 6.º puesto.
Sin embargo la siguiente temporada (2000-2001), casos de pasaportes falsos y diversos escándalos desestabilizan el equipo que termina descendiendo a la Ligue 2.
Hasta la temporada 2003-2004 el equipo no consigue la conquista de la Ligue 2 y regresa a la primera división del fútbol francés.

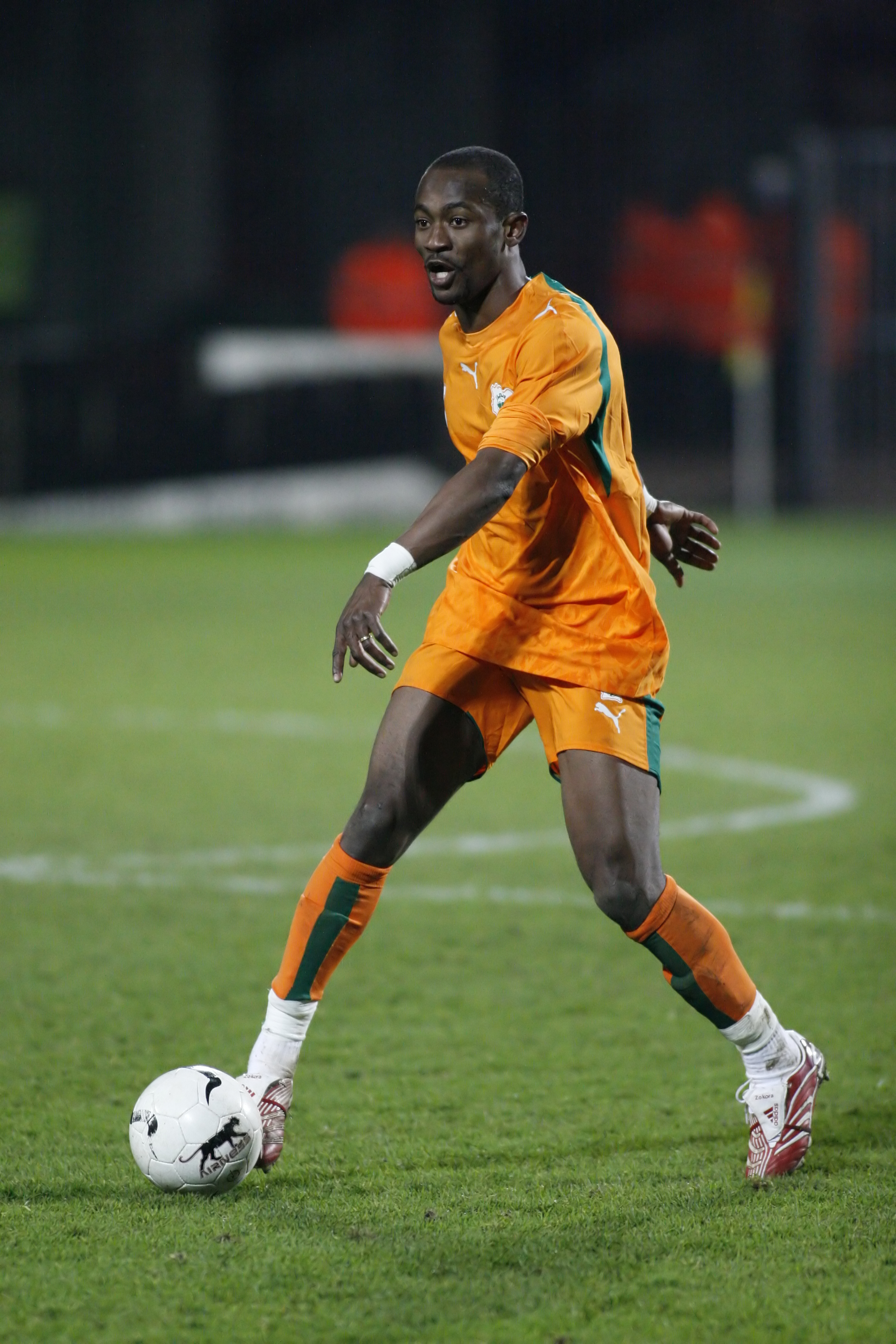
Didier Zokora.

En la temporada 2004-05, el Saint-Étienne realiza una buena campaña, quedando en sexto lugar y alcanzando las semifinales de la Copa de Francia. En este equipo destacaban jugadores como los centrocampistas Julien Sablé y Didier Zokora, los delanteros Bafétimbi Gomis y Pascal Feindouno o Frédéric Piquionne.
En 2006 el periódico L'Équipe distinguió al club como el mejor equipo de fútbol francés de todos los tiempos. El Saint-Étienne es el club francés que más Ligue 1 ha ganado, diez en total.
Las siguientes temporadas el equipo está instalado en el centro de la tabla de clasificación hasta la temporada 2007-08 en que el equipo consiguió la 5.ª posición en la Ligue 1. En esta temporada se había incorporado al equipo, procedente del Troyes AC, Blaise Matuidi.
La temporada 2008-09 no fue buena en Ligue 1 pero participó en la Copa de la UEFA por primera vez en 26 años. En primera ronda se enfrentó al Hapoel Tel Aviv FC al que derrotó con sendos 2-1. Después quedó englobado en un grupo con el Valencia CF, FC Copenhague, Club Brugge y Rosenborg Ballklub clasificándose para la siguiente fase al Olympiacos FC de Atenas al que eliminó tras derrotarle 1-3 en Grecia y 2-1 en el estadio Geoffroy-Guichard. En octavos de final se enfrentó Werder Bremen contra quien perdió 1 a 0 no consiguiendo pasar del empate a 2 en el partido de vuelta.
La temporada 2009-10 no es buena pero el club consigue salvar la categoría, quedando en el puesto 17° a 8 puntos del último de los 3 lugares que se "ganan" el derecho a jugar en la Ligue 2.
La temporada 2010-11 comienza con buenas vibraciones para “Les Verts”, tras el fichaje de jugadores como Pierre Emerick Aubameyang, Florent Sinama-Pongolle o Carlos Bocanegra y gracias a que después de 28 años vuelven a ocupar la primera posición en la Ligue 1 aunque al final el equipo se desinflara y quedara en la décima posición.
La temporada 2011-12 el Saint-Étienne consigue un 7º puesto en la Ligue 1, "Les Verts" quedaron a 4 puntos del Girondins de Burdeos que quedó 5° y se clasificó a la Europa League.
En la temporada 2012-13 el Saint-Étienne consiguió la conquista de la Copa de la Liga venciendo en la final al Stade Rennes por 1-0 gracias a un tanto de Brandao. Gracias a este triunfo el Saint-Étienne logra un título tras 32 años de sequía, y clasifica en la UEFA Europa League para la temporada 2013/2014. En este equipo además de los nombrados Brandao y Aubameyang destacan jugadores como Bănel Nicoliță, Yohan Mollo, François Clerc y Stéphane Ruffier.
La temporada 2013-14 se preveía difícil por la pérdida de jugadores importantes como Aubameyang, Brandao o Bănel Nicoliță pero la incorporación de jugadores como Mevlüt Erdinç procedente del Stade Rennais y Franck Tabanou exjugador del Toulouse FC hizo que el equipo rindiera a un buen nivel consiguiendo la cuarta posición de la Ligue 1 por delante de sus rivales del Olympique de Lyon, lo que le valió una plaza para la UEFA Europa League.
En UEFA Europa League sin embargo la temporada 2013-14 terminó en fracaso. Tras vencer en la tercera fase previa de la competición al club moldavo FC Milsami Orhei venciendo los dos partidos por 3-0, Saint-Étienne cayó derrotado por el equipo danés Esbjerg fB en el play-off previo a la fase de grupos cayendo derrotado en el estadio Esbjerg Arena por 4-3 y en el estadio Geoffroy-Guichard por 0-1.
Para la temporada 2014-15 el equipo ha incorporado a jugadores como Ricky van Wolfswinkel, procedente del Norwich City, Kévin Monnet-Paquet del FC Lorient y Kévin Théophile-Catherine del Cardiff City.
En la UEFA Europa League (2014-15) vencen al Kardemir Karabükspor en los Play Offs por penales y el equipo quedó encuadrado en el grupo F junto a Inter de Milán, FC Dnipro Dnipropetrovsk y FK Qarabağ. Sin embargo empató 5 partidos y perdió el último frente al FC Dnipro en el que perdió la clasificación en Ucrania dejando pasar al equipo local a la siguiente ronda, justamente el FC Dnipro terminó dando la sorpresa y quedó subcampeón. En la Ligue 1 2014/15 quedó 5° atrás del Olympique de Marsella por diferencia de gol y a 2 puntos de clasificar a la Champions League, sin embargo se adueñaron de un cupo que los llevó a la Liga Europa de la UEFA 2015-16.
En la temporada 2015-16 se refuerzan con jugadores como el delantero Nolan Roux del Lille, el joven extremo Jean-Christophe Bahebeck cedido por el PSG, el camerunés Benoit Assou Ekotto proveniente del Tottenham, Kévin Malcuit del Chamois Niortais (elegido el mejor jugador de la Ligue 2 en la temporada pasada), el joven francés/argentino Neal Maupay del OGC Niza, Valentin Eysseric también del OGC Niza, Vincent Pajot del Rennes y el goleador esloveno Robert Berić que venía de romperla en la Champions League con el Rapid Viena. Además de esos fichajes también venden algunos jugadores importantes como Max Gradel al AFC Bournemouth, Mevlüt Erdinç al Hannover 96, la joven promesa Allan Saint-Maximin al AS Monaco y Franck Tabanou al Swansea City, además prestan a Paul Baysse y Yohan Mollo ganando un total de 18,30 M€.
Para la Liga Europa de la UEFA 2015-16 les toca arrancar en 3ª fase, ronda que logran superar frente al ASA Tîrgu Mureș con un global de 4-2, en los Play Offs también superan la fase, esta vez el rival fue un viejo conocido, el FC Milsami Orhei que hace un par de años habían eliminado con un aplastante marcador final de 6-0, pero esta vez las cosas no fueron tan fáciles para el cuadro francés y apenas los eliminó con un global de 2-1. "Les Verts" fueron sorteados en el Grupo G junto al Lazio, el Rosenborg y nuevamente el subcampeón actual, el FC Dnipro.

### Temporada 2021-22: Descenso por vía de playoffs
Para esta edición, el equipo contaba con jugadores cómo Wahbi Khazri, Ryan Boudebouz, Paul Bernardoni, Eliaquim Mangala, Timothée Kolodziejczak, entre otros. Después de una temporada irregular, terminó en la posición 18, con tan solo 7 victorias, 11 empates y 20 derrotas, a un punto de los últimos puestos. Les verds tuvieron qué jugar partidos de ida y vuelta ante el A.J. Auxerre, qué había quedado en ésa misma temporada en el tercer lugar de la Ligue 2. Ambos partidos terminaron en un 1-1, y se disputó una tanda de penales. El Auxerre terminó por imponerse 4-5 y mandar al descenso al Saint-Etiénne en su propio estadio. Así, terminó con una racha de 19 años seguidos manteniéndose en la máxima categoría del fútbol francés. Después del último penal qué condenó al club, se produjo la hecatombe total. Porque apenas se concretó la pérdida de la categoría, cientos de hinchas del Saint Etienne invadieron el campo de juego y les arrojaron bengalas a los jugadores del Auxerre, que debieron refugiarse en los vestuarios a toda velocidad. 

### Temporada 2022-23; una nueva etapa.
Tras el descenso, se fueron varios de los jugadores del club. Al equipo le costaría muchísimo estar en los primeros puestos para volver a la Primera División, y terminaría en el octavo puesto, a solamente 11 puntos de jugar una nueva promoción. Uno de los resultados más catastróficos para el club fue el 0-6 qué le propinó el Le Havre en su cancha, mismo equipo en el que ascendería varias jornadas después.

## Uniforme
- Uniforme titular: Camiseta verde, pantalón blanco y medias verdes.
- Uniforme visitante: Camiseta blanca, pantalón verde y medias blancas.
- Uniforme alternativo: Camiseta azul oscuro, pantalón blanco y medias azul oscuro.

## Estadio

Stade Geoffroy-Guichard

### Evolución del uniforme
| 2006-2007 | 2007-2008 | 2008-2009 | 2009-2010  | 2010-2011 | 2011-2012 | 2012-2013 |
| 2013-2014 | 2014–2015 | 2015–2016 | 2016- 2017 | 2017-2018 | 2018-2019 | 2019-2020 |
| 2020-2021 | 2021-2022 | 2022-2023 | 2023-2024  |           |           |           |

### Indumentaria y Patrocinador
| Periodo   | Proveedor        | Patrocinador      |
| --------- | ---------------- | ----------------- |
| 1933-1967 | Ninguno          | Ninguno           |
| 1967-1973 |                  | Ninguno           |
| 1973-1979 | Manufrance       |                   |
| 1979-1981 | Super Téle       |                   |
| 1981-1984 | KB Jardin        |                   |
| 1984-1985 | Duarig           | Cake Rocher       |
| 1985-1986 |                  | Cake Rocher       |
| 1986-1991 | Casino           |                   |
| 1991-1992 | Casino/Candia    |                   |
| 1992-1995 | Casino           |                   |
| 1995-1996 |                  | Casino/Candia     |
| 1996-1997 | Casino           |                   |
| 1997-1998 | Casino/Beretta   |                   |
| 1998-1999 |                  | Casino            |
| 1999-2000 | Sega/Géant       |                   |
| 2000-2001 |                  | Dreamcast/Géant   |
| 2001-2002 | Game One TV      |                   |
| 2002-2003 | Alliance Interim |                   |
| 2003-2004 | Duarig           | Sacma Agencements |
| 2004-2005 | Duarig           | Konica Minolta    |
| 2005-2009 |                  | Konica Minolta    |
| 2009-2010 | Fruité           |                   |
| 2010-2011 | Invicta/Winamax  |                   |
| 2011-2015 | Winamax          |                   |
| 2015-2018 |                  | Eovi Mcd Mutuelle |
| 2018-2021 | Aesio            |                   |
| 2021-2022 | Ze Bet           |                   |
| 2022-     |                  | Smart Good Things |

## Datos del club
- Temporadas en 1.ª: 69 (Hasta la temporada 2021/22).
- Temporadas en 2.ª: 9.
- Mejor puesto en la liga: 1º (1957, 1964, 1967, 1968, 1969, 1970, 1974, 1975, 1976 y 1981).
- Peor puesto en la liga: 19.º (1986).
- Mayor goleada conseguida:
  - En campeonatos nacionales: Saint-Amant-Tallende 0 - 11 Saint-Étienne (Copa de Francia, 1997).
  - En torneos internacionales: Saint-Étienne 7 - 0 Kuopio Palloseura (Copa de la UEFA, 1980).
- Mayor goleada encajada:
  - En campeonatos nacionales: Bordeaux 9 - 0 Saint-Étienne (Ligue 1, 1951).
  - En torneos internacionales: Bohemians Prague 4 - 0 Saint-Étienne (Copa de la UEFA, 1982).
- Máximo goleador: Hervé Revelli (204 goles).
- Jugador con más partidos disputados en competición europea: Christian López (43 partidos).
- Máximo goleador en competición europea: Hervé Revelli: (14 goles).
- Entrenadores importantes: Robert Herbin, Jean Snella.

## Participación internacional

### Por competición
| Torneo                       | Temp. | PJ  | PG | PE | PP | GF  | GC  | DG  | Puntos |
| ---------------------------- | ----- | --- | -- | -- | -- | --- | --- | --- | ------ |
| Liga de Campeones de la UEFA | 10    | 41  | 19 | 7  | 15 | 50  | 44  | +6  | 64     |
| Liga Europa de la UEFA       | 10    | 74  | 28 | 26 | 20 | 117 | 81  | +36 | 110    |
| Recopa de Europa de la UEFA  | 2     | 6   | 1  | 3  | 2  | 5   | 7   | -2  | 6      |
| Copa Intertoto de la UEFA    | 1     | 4   | 1  | 3  | 0  | 6   | 5   | +1  | 6      |
| Total                        | 23    | 125 | 49 | 39 | 37 | 178 | 137 | +41 | 186    |

## Palmarés
Nota: en negrita competiciones vigentes en la actualidad.

### Torneos nacionales (24)
| Competiciones nacionales   | Títulos                                                                                   | Subcampeonatos             |
| -------------------------- | ----------------------------------------------------------------------------------------- | -------------------------- |
| Ligue 1 (10/3)             | 1956-57, 1963-64, 1966-67, 1967-68, 1968-69, 1969-70, 1973-74, 1974-75, 1975-76, 1980-81. | 1945-46, 1970-71, 1981-82. |
| Copa de Francia (6/4)      | 1962, 1968, 1970, 1974, 1975, 1977.                                                       | 1960, 1981, 1982, 2020.    |
| Supercopa de Francia (5/1) | 1957, 1962, 1967, 1968, 1969.                                                             | 1970.                      |
| Copa de la Liga (1/0)      | 2013.                                                                                     |                            |
| Copa Charles Drago (2/0)   | 1955, 1958.                                                                               |                            |
|                            |                                                                                           |                            |
| Ligue 2 (3/3)              | 1962-63, 1998-99, 2003-04.                                                                | 1933-34, 1937-38, 1985-86. |

### Torneos internacionales
| Competiciones internacionales | Títulos | Subcampeonatos |
| ----------------------------- | ------- | -------------- |
| Liga de Campeones (0/1)       |         | 1975-76.       |

### Palmarés total
| A. S. Saint-Étienne                                                           | 10 | 6 | 5 | 1 | 2 | 3 | 24 |
| Datos actualizados a la consecución del último título el 20 de abril de 2013. |    |   |   |   |   |   |    |

## Organigrama deportivo

### Más presencias en el club
| #   | Nombre             | Partidos |
| --- | ------------------ | -------- |
| 1°  | René Domingo       | 518      |
| 2°  | Robert Herbin      | 489      |
| 3°  | Christian López    | 453      |
| 4°  | Gérard Farison     | 412      |
| 5°  | Hervé Revelli      | 405      |
| 6°  | Jean-Michel Larqué | 403      |
| 7°  | Gérard Janvion     | 392      |
| 8°  | Jean Castaneda     | 378      |
| 9°  | Georges Bereta     | 339      |
| 10° | Loic Perrin        | 332      |

### Máximos goleadores
| #   | Nombre             | Goles |
| --- | ------------------ | ----- |
| 1°  | Hervé Revelli      | 204   |
| 2°  | Rachid Mekhloufi   | 150   |
| 3°  | Salif Keïta        | 143   |
| 4°  | Ignace Tax         | 119   |
| 5°  | Antoine Rodríguez  | 109   |
| 6°  | Eugène N'Jo Léa    | 101   |
| 7°  | Robert Herbin      | 99    |
| 8°  | Jean-Michel Larqué | 99    |
| 9°  | Michel Platini     | 82    |
| 10° | Patrick Revelli    | 78    |

## Personal Administrativo
- Presidente: Bernard Caiazzo and Roland Romeyer.
- Vice-Presidente: Roland Romeyer.
- Gerente General: Dominique Rocheteau.
- Directores: Didier Lacombe, Eric Fages, Nicolas Jacq.
- Secretaria: Claudine Frey.

## Entrenadores

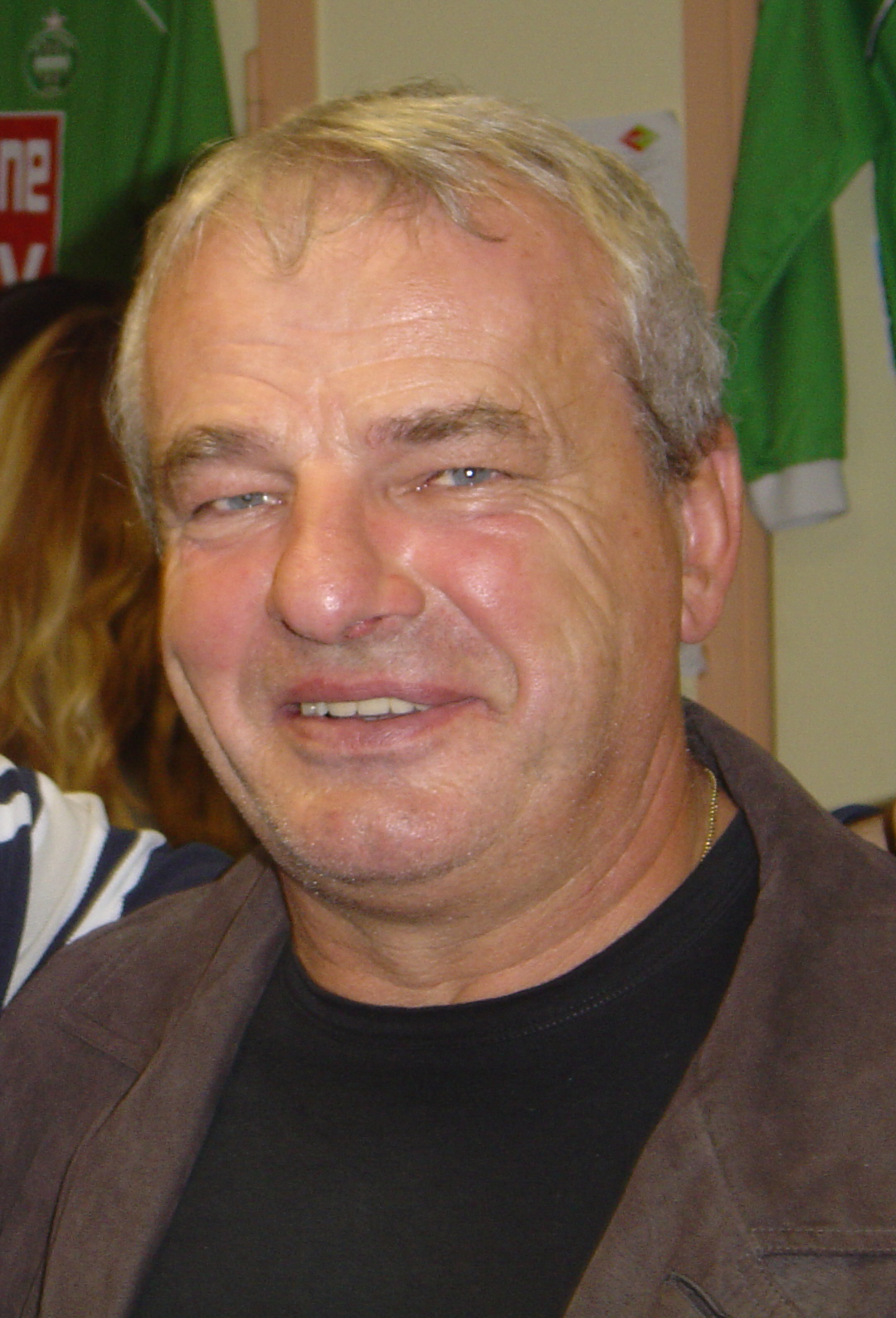
Georges Bereta ganó 6 títulos de liga con el Saint-Étienne.

| Años        | Nombre               |
| ----------- | -------------------- |
| 1933        | Albert Locke         |
| 1934        | Harold Rivers        |
| 1934–1935   | William Duckworth    |
| 1936–1937   | Zoltán Vágó          |
| 1936–1940   | William Duckworth    |
| 1940–1943   | Émile Cabannes       |
| 1943–1950   | Ignace Tax           |
| 1950–1959   | Jean Snella          |
| 1959–1960   | René Vernier         |
| 1960–1961   | François Wicart      |
| 1961–1962   | Henri Guérin         |
| 1962–1963   | François Wicart      |
| 1963–1967   | Jean Snella          |
| 1967 – 1972 | Albert Batteux       |
| 1972 – 1983 | Robert Herbin        |
| 1983        | Guy Briet            |
| 1983–1984   | Jean Djorkaeff       |
| 1984        | Robert Philippe      |
| 1984–1987   | Henryk Kasperczak    |
| 1987 – 1990 | Robert Herbin        |
| 1990 – 1992 | Christian Sarramagna |
| 1992 – 1994 | Jacques Santini      |
| 1994–1996   | Élie Baup            |
| 1996        | Maxime Bossis        |

| Dates                             | Name                          |
| --------------------------------- | ----------------------------- |
| 1996                              | Dominique Bathenay            |
| 1996–1997                         | Pierre Mankowski              |
| 1997 – 1998                       | Pierre Repellini              |
| 1998 – 2000                       | Robert Nouzaret               |
| 2000                              | Gérard Soler                  |
| Octubre - diciembre de 2000       | John Toshack                  |
| Enero - junio de 2001             | Rudi García Jean-Guy Wallemme |
| Julio - octubre de 2001           | Alain Michel                  |
| 2001 – 2004                       | Frédéric Antonetti            |
| 2004 – 2006                       | Élie Baup                     |
| 2006 – 2007                       | Ivan Hašek                    |
| 2007 – 2008                       | Laurent Roussey               |
| 2008 – 2009                       | Alain Perrin                  |
| 2009 – 2017                       | Christophe Galtier            |
| Junio - noviembre de 2017         | Óscar García                  |
| Noviembre - diciembre de 2017     | Julien Sablé                  |
| Diciembre de 2017 - junio de 2019 | Jean-Louis Gasset             |
| Junio - noviembre de 2019         | Ghislain Printant             |
| Desde noviembre de 2019           | Claude Puel                   |